# Comuna Sokilcea, Popilnea
Sokilcea (în ucraineană Сокільчанська сільська рада) este o comună în raionul Popilnea, regiunea Jîtomîr, Ucraina, formată din satele Markova Volîțea și Sokilcea (reședința).

## Demografie
Componența lingvistică a comunei Sokilcea
     Ucraineană (98,1%)
     Alte limbi (1,33%)
Conform recensământului din 2001, majoritatea populației comunei Sokilcea era vorbitoare de ucraineană (98,1%), existând în minoritate și vorbitori de alte limbi.